# Comisaría de La Guajira
La comisaría de La Guajira fue una entidad territorial de Colombia creada en 1911. Abarcaba de forma parcial los territorios del pueblo indígena wayúu (en español, guajiro), que después de la disolución de la Colombia del libertador Simón Bolívar, estos predios eran disputados por Colombia y Venezuela.

## Historia

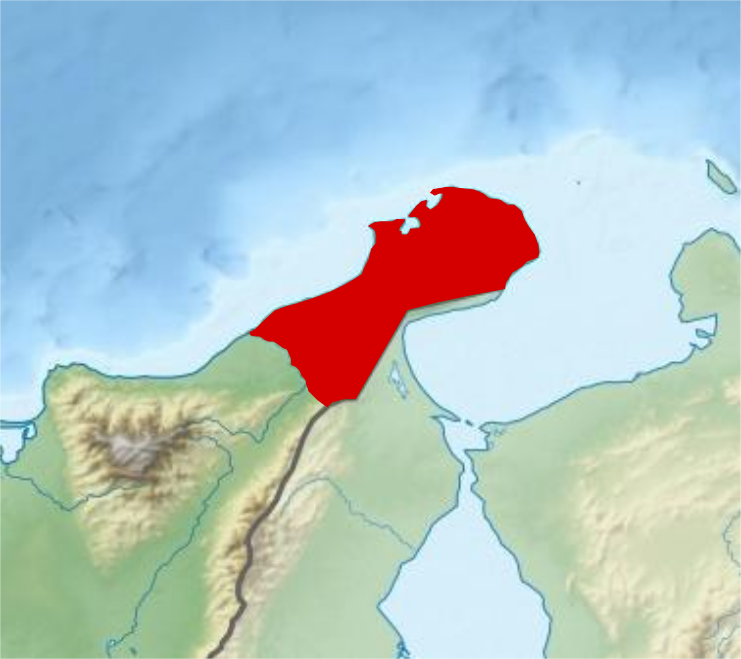
La Guajira en 1930.

La comisaría ocupaba una considerable porción de predios ancestrales de los wayúus, que para el siglo XV estaba habitado también por los cocinas. En 1502, invasores europeos ocupan la zona costera que va desde la actual Barra de Maracaibo hasta el cabo de La Vela en la península de la Guajira, creando así la efímera Gobernación de Coquibacoa, que se disolvió por la expulsión de los colonos por parte de los indígenas.
Entre los siglos XV al XVIII, ninguna potencia colonialista europea pudo someter a estos pueblos y dominar por completo sus territorios, sin embargo atacaban a comunidades y pobladores, los cuales respondían con asaltos. El llamado territorio de los indios guajiros fue distribuido por la Corona española entre las provincias de Maracaibo y Río del Hacha, aunque en realidad no ejercían ningún tipo de jurisdicción.
Para casi mediados del siglo XIX, el territorio de los guajiros estaba dividido en dos nuevas repúblicas, los Estados Unidos de Colombia bajo la jurisdicción del Magdalena y los Estados Unidos de Venezuela bajo la jurisdicción del Zulia. La disputa sobre la hegemonía de estos predios, condujo a un problema político que no estalló en conflicto bélico por la concertación de definir la soberanía de esos territorios por medio de un arbitraje del Rey español Alfonzo XIII, donde Colombia resultó beneficiada.
En 1871 la parte colombiana es separada del Estado al que pertenecía y es proclamado territorio nacional bajo la administración de un comisario. Por los ataques de los nativos, la capital tuvo que ser traslada de una población a otra hasta que se dispuso que fuese administrada desde Riohacha, población que no estaba dentro del territorio, pero se ubicada al margen de su frontera. Al anexar la parte norte de los territorios de la parte venezolana, en 1898 se erige como Intendencia.
El 31 de agosto de 1911 se creó por medio del decreto 807 la comisaría de La Guajira con capital en Guaranguro, la cual fue trasladada más tarde a San Antonio; en 1930 se funda la población de Uribia y esta es declarada capital de la comisaría. Desde el punto de vista de sus pobladores, estos estaban siendo víctimas de una usurpación de sus predios y dominación por parte de Colombia y Venezuela, es por eso que la mayoría de sus habitantes oponía resistencia así como lo hicieron en la época del colonialismo europeo.
Por lo general, estas tierras eran por completo desconocidas para el contexto nacional colombiano, y desatendidas por parte del gobierno. El 13 de junio de 1954 desaparece como comisaría, y es nuevamente elevado a intendencia por medio del decreto 1824. En 1965, este territorio es anexado junto a los antiguos predios de la Provincia de Padilla para así conformar lo que en la actualidad es el departamento de La Guajira.